# Saruma
Saruma és un gènere botànic amb una espècie de plantes fanerògames pertanyent a la família Aristolochiaceae.

## Espècies seleccionades
- Saruma henryi Oliv.